# Sandåkern

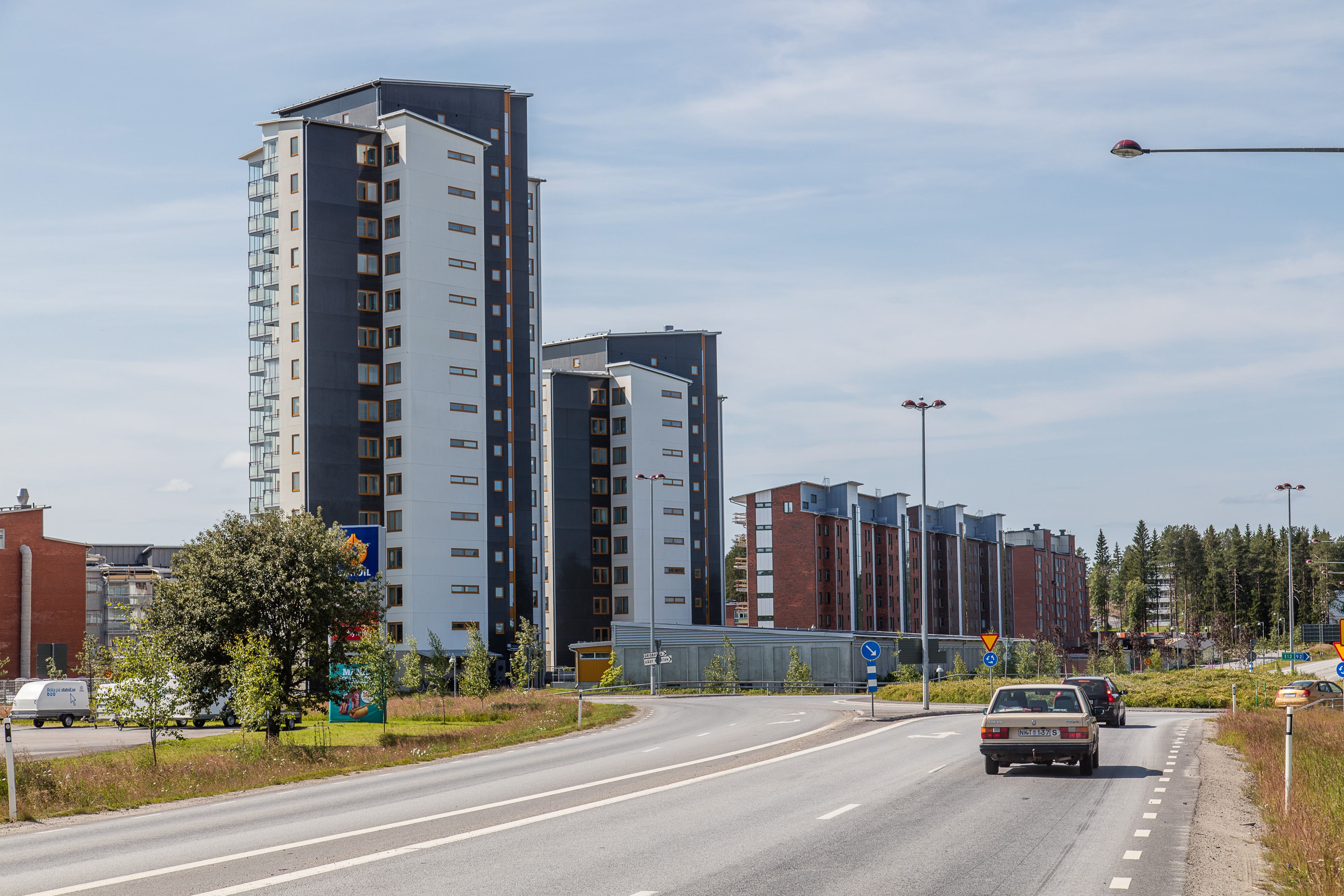
Vännäsvägen (E12) förbi Sandåkern västerut mot Umedalen.

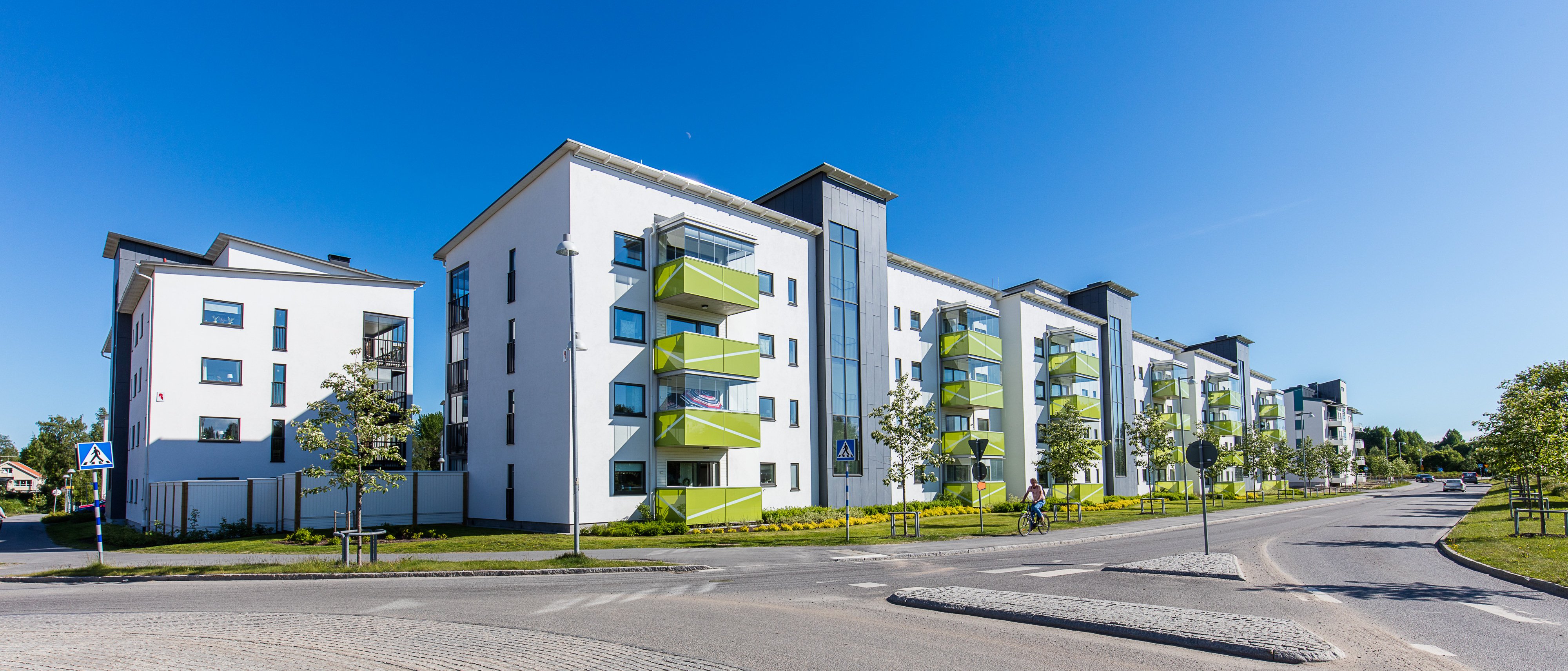
Sandåkern (2015).

Sandåkern är en ny stadsdel i Umeå som i väster gränsar mot Grisbacka, i norr mot Vännäsvägen (E12/Blå vägen) och i öster mot Tvärån. 
På mark som tidigare rymde Sandåkerns idrottsplats (hemmaplan för bland andra Sandåkerns SK) har åren 2010–2015 ett nytt bostadsområde uppförts med totalt cirka 700 lägenheter.